# St. George’s Anglican Church (Basseterre)

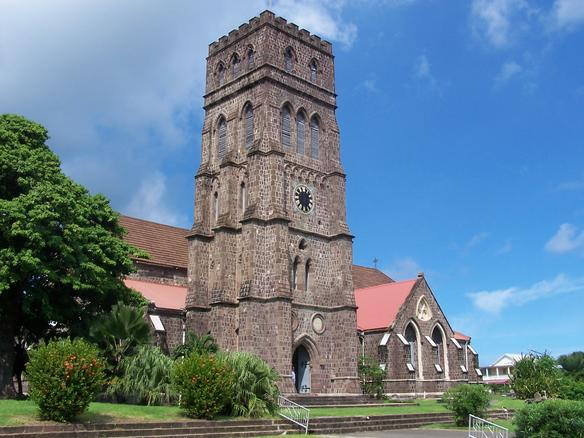
St. George’s Anglican Church

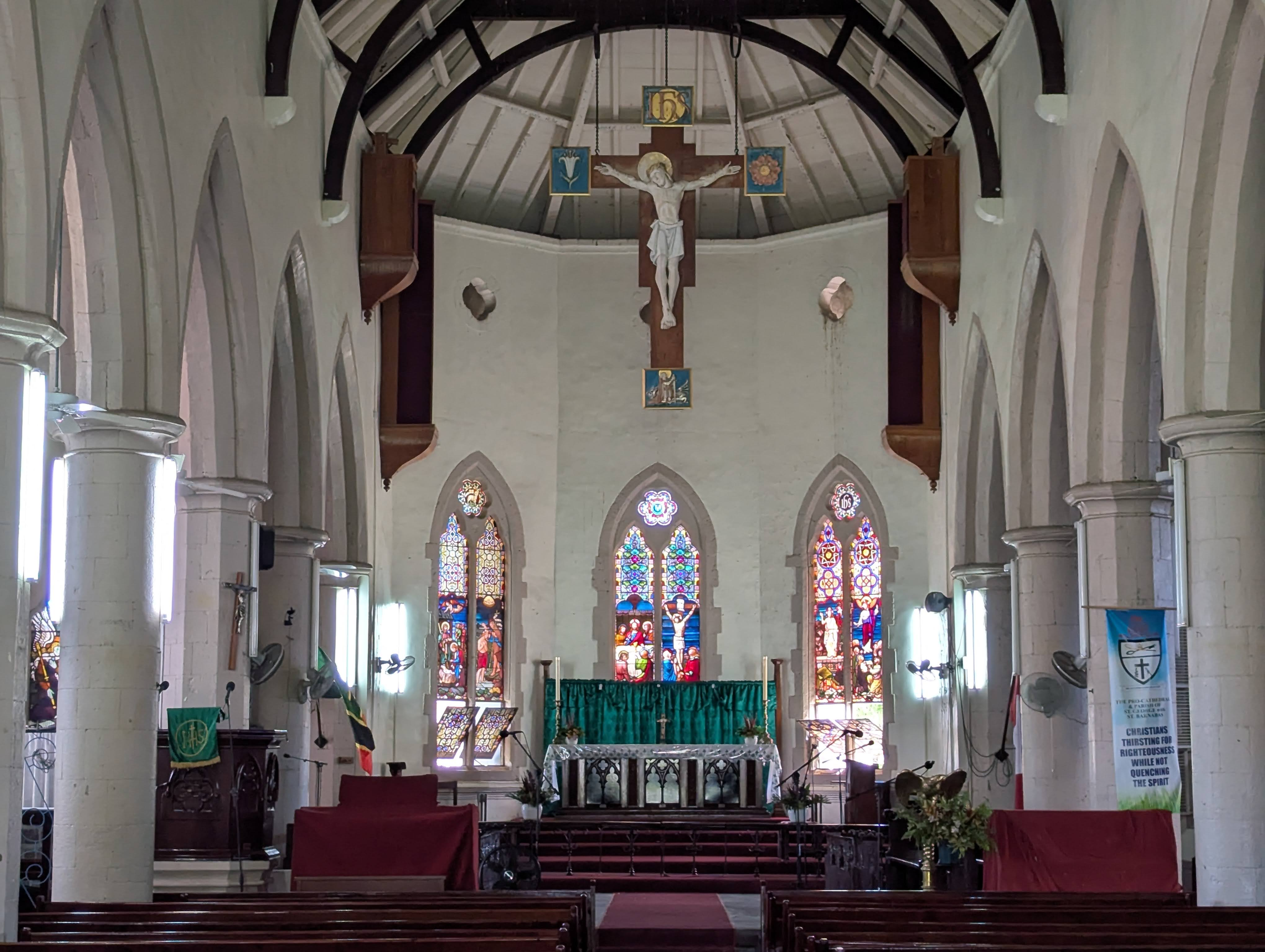
Innenraum

St. George’s Anglican Church ist eine anglikanische Kirche in Basseterre, Saint Kitts und Nevis.

## Geschichte
1670 erbauten französische Jesuiten eine Kirche, die der Maria (Notre Dame) geweiht wurde; 1706 wurde diese „Notre Dame“ jedoch von britischen Soldaten niedergebrannt. Sie wurde neugebaut und offiziell umbenannt in St. George’s (1710), unter der Amtszeit von Rev. Alexander Cockburn. St. George’s wurde in den 1720ern für den anglikanischen Gottesdienst vereinnahmt. 1763 wurde sie erneut durch ein Feuer beschädigt und erneut wiederhergestellt. Das Erdbeben von 1842, gefolgt von dem Hurrikan von 1843, vernichtete die Kirche so gründlich, dass ein komplett neues Gebäude gebaut werden musste.

### New Church
Die New Church wurde östlich des alten Gebäudes errichtet. Der Grundstein wurde am 22. Oktober 1844 gelegt. Der Kirchbau gelangte jedoch nicht über die Fundamente hinaus. Die nächsten zwölf Jahre feierte die Gemeinde Gottesdienst in den Ruinen der alten Kirche. 1856 wurde dann mit dem Bau der heutigen Kirche begonnen und sie wurde am 25. März 1859 geweiht. Sieben Jahre später wurde sie wieder im Great Fire of 1867 zerstört; 1869 wurde das Dach neugedeckt und die Renovierungen vorgenommen. Eine Orgel aus Großbritannien erhielt die Kirche 1872. Zu dieser Zeit hatte die Kirche noch keine Glasfenster.

### Naturkatastrophen in neuerer Zeit
In einer Reihe von Hurrikanen seit 1989 wurde die Kirche mehrfach beschädigt, aber immer wieder restauriert.

## Architektur
Die Kirche wurde von William Slater entworfen, der auch die Einrichtung und die Glasfenster entwarf. Sie ist aus Andesit in neogotischem Stil aufgemauert mit einem Turm, der nach dem Vorbild englischer normannischer Kirchen mit Zinnen geschmückt ist. Das Dach ist mit Schiefer gedeckt. 1956 wurden eine Lady Chapel und eine Sakristei angebaut.

## Orgel

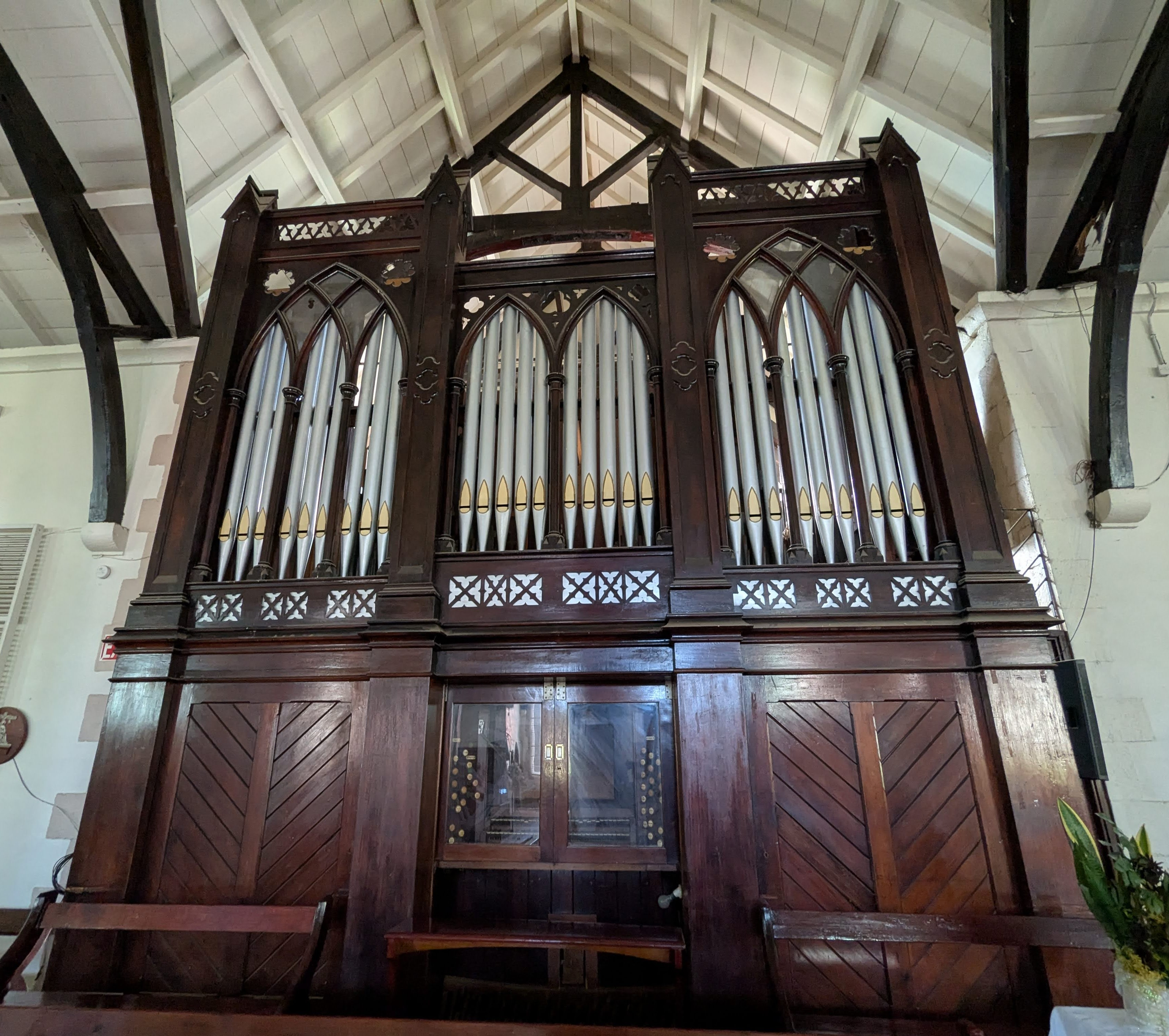
Orgel

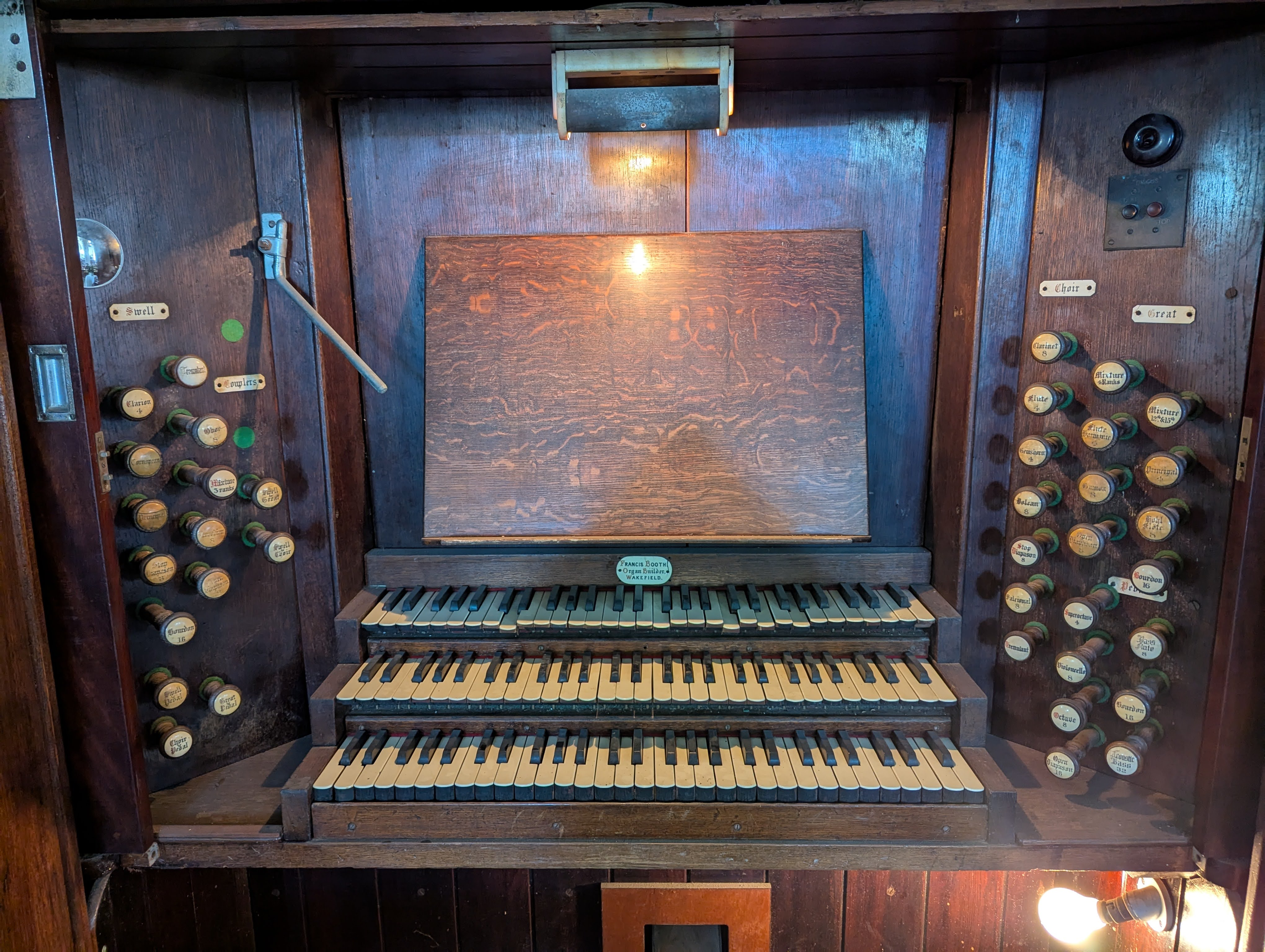
Spieltisch

Henry Booth entwarf die Pläne für die Orgel, die 1871 in der Werkstatt der Firma Francis Booth in Wakefield im West Riding of Yorkshire gebaut wurde. Beim Transport der Orgel auf dem Seeweg erlitt sie Schaden, weil das Schiff Ruckers in wochenlange Stürme geriet. 1872 erfolgten die Aufstellung durch Booth, der auf einem anderen Schiff in die Karibik gereist war, und die Einweihung. Im Prospekt stehen stumme Zinkpfeifen in acht Spitzbogenfeldern. Das Gehäuse ist dunkel gebeizt. Im Zuge einer Restaurierung ersetzte Frans Bosman die Windladen des Pedals durch elektrische Laden aus Mahagoni und ergänzte dort den Choralbass 4′ und einen Tremulanten in der Choir Organ. Zudem tauschte er 4 Register aus. Ansonsten ist das Werk original erhalten. Sie verfügt über 27 Register auf drei Manualen und Pedal und 3 Extensionen im Pedal. Die Disposition lautet wie folgt:
| I Great organ C–g3 |       |
| Bourdon            | 16′   |
| Open Diapason      | 8′    |
| Gamba              | 8′    |
| Hohl Flute         | 8′    |
| Principal          | 4′    |
| Flute Harmonic     | 4′    |
| Mixture            | 2 ⁄3′ |
| Mixture IV         |       |

| II Swell organ C–g3 |     |
| Bourdon             | 16′ |
| Open Diapason       | 8′  |
| Terpodian           | 8′  |
| Stop Diapason       | 8′  |
| Principal           | 4′  |
| Mixture III         |     |
| Cornopean           | 8′  |
| Oboe                | 8′  |
| Clarion             | 4′  |
| Tremulant           |     |

| III Choir Organ C–g3 |    |
| Salicional           | 8′ |
| Stop Diapason        | 8′ |
| Dakan                | 8′ |
| Gemshom              | 4′ |
| Flute                | 4′ |
| Clarinet             | 8′ |
| Tremulant            |    |

| Pedal C–f1    |     |      |
| Acoustic Bass | 32′ | Ext. |
| Open Diapason | 16′ |      |
| Bourdon       | 16′ |      |
| Principal     | 8′  | Ext. |
| Bass Flute    | 8′  | Ext. |
| Violoncello   | 8′  |      |
| Choralbass    | 4′  |      |

- Koppeln: II/I, II/III, I/P, II/P, III/P

## Rektoren
- <John Anderson> (ab 1719)
- John Beronville (1733–1765)
- Daniel Gateward Davis, Bischof von Antigua
- Rudolph Smithen (Archdeacon)[4]